# عظام قوية طوال العمر

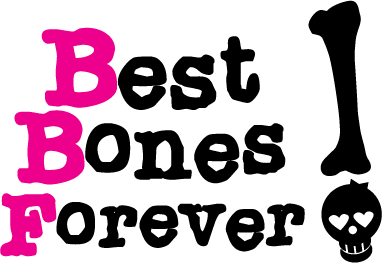
شعار الحملة هو "علامة الجمجمة".

عظام قوية طوال العمر! عبارة عن حملة قومية تهدف للحفاظ على صحة العظام وتشجع الفتيات اللواتي تتراوح أعمارهن من 9 إلى 14 سنة على اتباع العادات الصحية التي تحفز نمو العظام وتمنع الإصابة بـتخلخل العظام. وقد شنّ هذه الحملة مكتب وزارة الصحة والخدمات الإنسانية الأمريكية المختص بصحة المرأة عام 2009. وتستخدم الحملة اللغة الدارجة والألوان والصور الجذابة والرسائل المحفزة في تعبير قوي عن المرح والمودة. تهدف حملة عظام قوية طوال العمر! تحسين السلوكيات المؤثرة على صحة عظام الفتيات متضمنة تناول الأطعمة المحتوية على الكالسيوم وفيتامين دي وأيضًا المشاركة في التمارين الرياضية.

## صحة العظام
بنهاية فترة الدراسة الثانوية يكون قد وصل نمو الفتاة إلى 90% من الكتلة العظمية. لذلك كان أمرًا حرجًا بالنسبة للفتيات اللواتي تتوسط أعمارهن بين 9 و18 سنة أن يتمتعن بعظام صحية تظل قوية وتدوم معهن طوال حياتهن. يقلل تناول الأطعمة الغنية بالكالسيوم وفيتامين دي بالإضافة إلى 60 دقيقة يوميًا من ممارسة الأنشطة المقوية للعظام من خطر الإصابة بـالكسور أو تخلخل العظام في مراحل لاحقة من الحياة.

### أطعمة تحافظ على صحة العظام
- الكالسيوم: تحتاج الفتيات اللواتي تتراوح أعمارهن ما بين 9 و18 سنة إلى (1300 ميليجرام) من الكالسيوم يوميًا. تحتوي حصة واحدة من الحليب قليل الدسم أو الخالي من الدسم (كوب واحد) على حوالي (300 ميليجرام). وتضم بعض الأطعمة الأخرى المحتوية على الكالسيوم عصير البرتقال -معزّز الكالسيوم (500 ميليجرام) والزبادي قليل الدسم أو الخالي من الدسم به ما يصل إلى (450 ميليجرام) والجبن والحبوب والقرنبيط واللوز.
- فيتامين دي: بالإضافة إلى الكالسيوم يحتاج البالغين إلى 600 وحدة دولية من فيتامين دي يوميًا. يحتاج الجسم إلى فيتامين دي من أجل امتصاص الكالسيوم.[2]
- فحص العلامات: يمكنك من خلال قراءة لوحة المعلومات الغذائية (والمعروفة بخلاف ذلك بالعلامات الغذائية) الموجودة على العبوة اكتشاف ما إذا كان هذا الصنف صحيًا أم غير صحي.
- جمع نسب الكالسيوم: لا تظهر علامات المعلومات الغذائية كمية ملليجرامات الكالسيوم المتوفرة بصنف الطعام. ولكن تظهر بدلاً من ذلك كمية الكالسيوم المتوفرة بالطعام في صورة نسبية للقيمة اليومية (وتكتب النسبة المئوية من القيمة اليومية أو % قيمة يومية). ولتحديد عدد الملليجرامات على العلامة الغذائية، انظر إلى نسبة القيمة اليومية ثم أضف 0 عند نهاية كل رقم. على سبيل المثال، تحتاج الفتيات 130% كالسيوم من القيمة اليومية. 130% من القيمة اليومية تساوي كمية 1300 ملجم من الكالسيوم. ملاحظة: لا تنطبق طريقة الحساب هذه إلا على الكالسيوم ولا تنطبق على غيره من المواد المغذية الموجودة على العلامات الغذائية.[3]
- حاسبة الكالسيوم:يعرض الموقع الإلكتروني لحملة عظام قوية طوال العمر! حاسبة كالسيوم تساعد الفتيات على التعرف على نسبة الكالسيوم اليومية وزيادتها.[4]

### الأنشطة الرياضية
تحتاج الفتيات ما بين عمر 9 و18 سنة إلى 60 دقيقة من النشاط الرياضي يوميًا بما يشتمل على أنشطة تقوية العضلات على الأقل 3 مرات أسبوعيًا مثل الجري والوثب والمشي لمسافات طويلة ولعب كرة القدم والرقص.
تنخفض مستويات النشاط حينما تبدأ الفتيات سنوات المراهقة. قد يساعد تشجيع الفتيات على المداومة على ممارسة الأنشطة الرياضية كعادة حياتية أو نمط حياة على الحفاظ على لياقتهن على مدار الحياة.

## أهداف الحملة
- حملة دعونا نرقص: (The Let’s Dance Contest) عام 2011 لتشجيع الفتيات على المحافظة على لياقتهن تعاونت حملة عظام قوية طوال العمر! مع مجموعة من المراهقين لتسجيل مجموعة سافي (Savvy) للبوب لبدء مسابقة للفتيات اللواتي تتراوح أعمارهن بين 9 و18 سنة. وكان المطلوب من الفتيات من أجل الدخول تصميم رقصة زمنها 70 ثانية لإحدى أغنيات سافي وتحميلها على موقع الويب الخاص بالمسابقة. كان يجري التحكيم بالنسبة للتقديمات على حسب الإبداع ودرجة إجادة تقديم حملة عظام قوية طوال العمر! وإلى أي مدى تحركت عظام أجسادهن بالرقص وأيضًا درجة إجادة العمل كفريق. كانت تمنح جوائز أسبوعية بينما كانت الجائزة الكبرى رحلة إلى لوس أنجلوس للظهور في فيديو موسيقي لسافي.[7]
- عظام قوية طوال العمر! انتقلت الحملة إلى البيت الأبيض: في 2011، علم فريق عظام قوية طوال العمر! السيدة الأولى ميشيل أوباما كيفية أداء رقصة «بي بي إف» (BBF)؛ وهي رقصة صممها فريق حملةعظام قوية طوال العمر!. أدى ممثلون من هاجر شارب (Hager Sharp) وأو دبليو إتش (OWH) عرضًا راقصًا في الحيقة الجنوبية من البيت الأبيض. استضافت السيدة الأولى حدث المجلس الرئاسي للياقة البدنية والرياضة والتغذية للإعلان عن ثلاث مبادرات جديدة دعونا نتحرك! لتحسين اللياقة البدنية بين العائلات العسكرية.[8] قادت حملة عظام قوية طوال العمر! السيدة الأولى ولاعبة الجمباز الأولمبية دومينيك داوويس وخبيرة اللياقة البدنية دونا ريتشاردسون جوينر ومشاركي الحدث في خط راقص زاد من نبضات قلوبهم وحركات عظامهم. عاد المشاركون بالحدث إلى منازلهم بعدما حصلوا على مواد مفيدة لصحة العظام مجانًا اشتملت على مجلات الحملة وقطع مغناطيس وبطاقات اللعب.
- مسابقة رقص أتلانتا وويكإند جام: (Atlanta Dance Contest , Weekend Jam) عظام قوية طوال العمر! كان ويكإند جام عبارة عن حدث بنهاية الأسبوع للفتيات عام 2010 في أتلانتا، جورجيا. بدأ الحدث بمسابقة رقص بتصفيات نهائية من حملة عظام قوية طوال العمر! أيضًا مسابقة رقص أتلانتا وعروض من قبل طاقم سواجر (Swagger) أتلانتا لموسيقى الهيب هوب وعروض من أعضاء فريق أتلانتا دريم شوتنج ستارز (Atlanta Dream Shooting Stars) وآليسون فيليكس (Allyson Felix) الحاصل على الميدالية الأولمبية الذهبية. كان يطلق على الفريق الفائز لقب أفضل راقص على الإطلاق! ويعود لبيته حاصدًا الجوائز مثل ويز (Wiis) وجست دانس (Just Dance) لجولتين.

## وصلات خارجية
- Official website
- Official website for Parents
- The Let’s Dance Contest website
- NIAMS: Juvenile Bone Health
- National Osteoporosis Foundation